# Zatoka Jamesa

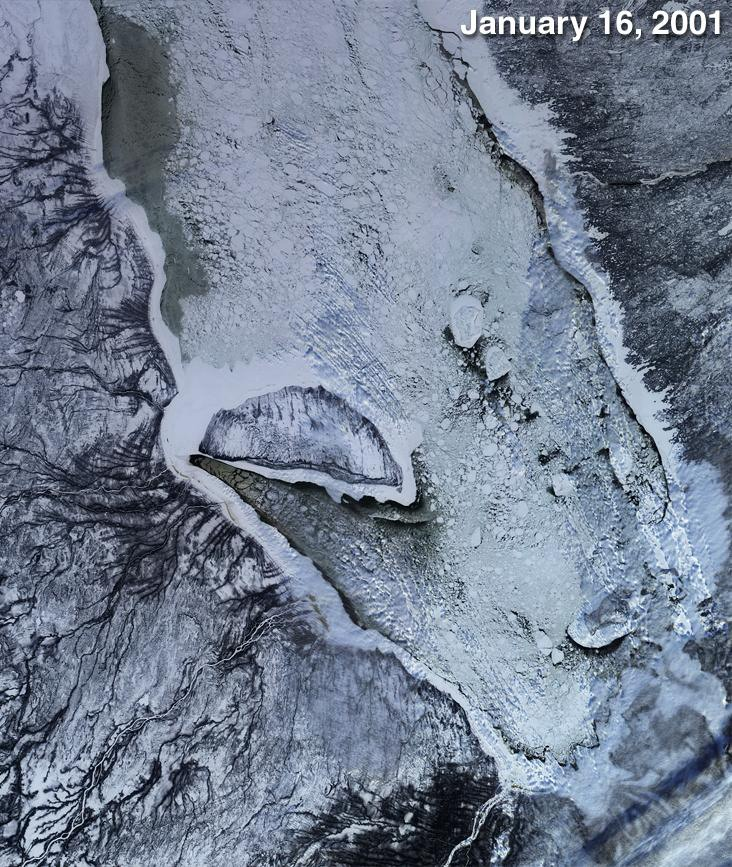
Zdjęcia satelitarne Zatoki Jamesa zimą

Zatoka Jamesa (ang. James Bay, fr. baie James) – zatoka w południowej części Zatoki Hudsona. Wejście do zatoki, wyznaczone przez przylądki Pointe Louis-XIV i Cap Henrietta-Marie ma szerokość 160 km. Jej długość wynosi około 480 km.
Zachodnie wybrzeża zatoki wchodzą w skład prowincji Ontario, a wschodnie – prowincji Quebec. Wyspy na Zatoce Jamesa, z których największe to Akimiski, należą do terytorium Nunavut. Do Zatoki Jamesa uchodzą rzeki (idąc od zachodu): Attawapiskat, Albany, Moose, Nottaway, Rupert, Eastmain i La Grande.
Okolice zatoki od czasów prehistorycznych (co najmniej od 10 tys. lat) odwiedzane były przez wędrowne ludy myśliwsko-zbierackie. Część, w tym pierwsze grupy arktycznych Inuitów i przodkowie leśnych Indian z plemienia Kri, zakładała tam początkowo sezonowe, a później także stałe osiedla. Żyjący nad zatoką od czasów przed europejską kolonizacją Kanady do czasów współczesnych Indianie wysuwają w związku z tym rozmaite roszczenia prawne wobec władz Quebecu i rządu federalnego, po części oparte na zawartych przez ich przodków traktatach.
Dla Europejczyków zatokę odkrył Henry Hudson w 1610. Jej nazwa pochodzi od nazwiska innego podróżnika Thomasa Jamesa, który badał ją w 1631. Od końca XVII wieku Zatoka Jamesa jest obszarem działalności Kompanii Zatoki Hudsona, która założyła na jej brzegach kilka placówek handlowych, m.in. Fort Rupert, Moose Factory i Fort Albany. Inną ważną miejscowością nad zatoką jest Moosonee, końcowa stacja kolei Ontario Northland. Ważniejsze osady indiańskie (Indian Kri) to Chisasibi, Eastmain i Attawapiskat.
W latach 70. XX w. koncern energetyczny James Bay Hydro Electric Corporation rozpoczął realizację dużego projektu budowy zespołu elektrowni wodnych w dorzeczu uchodzącej do Zatoki Jamesa rzeki La Grande w Quebecu (tzw. James Bay Project). W związku z niekorzystnym wpływem inwestycji na środowisko i tradycyjny styl życia miejscowych plemion, w regionie dochodziło do licznych protestów indiańskich plemion i grup ekologicznych, które doprowadziły do spowolnienia i częściowej modyfikacji nadal realizowanego projektu.
Północno-zachodnie wybrzeża Zatoki Jamesa stanowi park ochrony niedźwiedzia polarnego